# Ballando per amore
Ballando per amore (A Time to Dance) è un film tv americano andato in onda su Rai 2. Il film è diretto da Mike Rohl. Nel cast Jennie Garth e Dan Payne.

## Trama
In una piccola cittadina americana, Abby e John si ritrovano a dover affrontare la fine di una storia d'amore iniziata ai tempi del liceo. Dopo aver optato per il divorzio, decidono di comunicarlo ai figli, ma quello stesso giorno, la loro figlia maggiore annuncia ai genitori di sposarsi. Abby e John scelgono quindi di rimandare la loro comunicazione, aiutando la figlia nei preparativi delle nozze. Riusciranno a riavvicinarsi e a recuperare l'amore di un tempo?